# جون ستيفن كامينز
جون ستيفن كامينز (بالإنجليزية: John Stephen Cummins)‏ هو كاهن كاثوليكي أمريكي، ولد في 3 مارس 1928 في أوكلاند في الولايات المتحدة.